# Regency TR-1

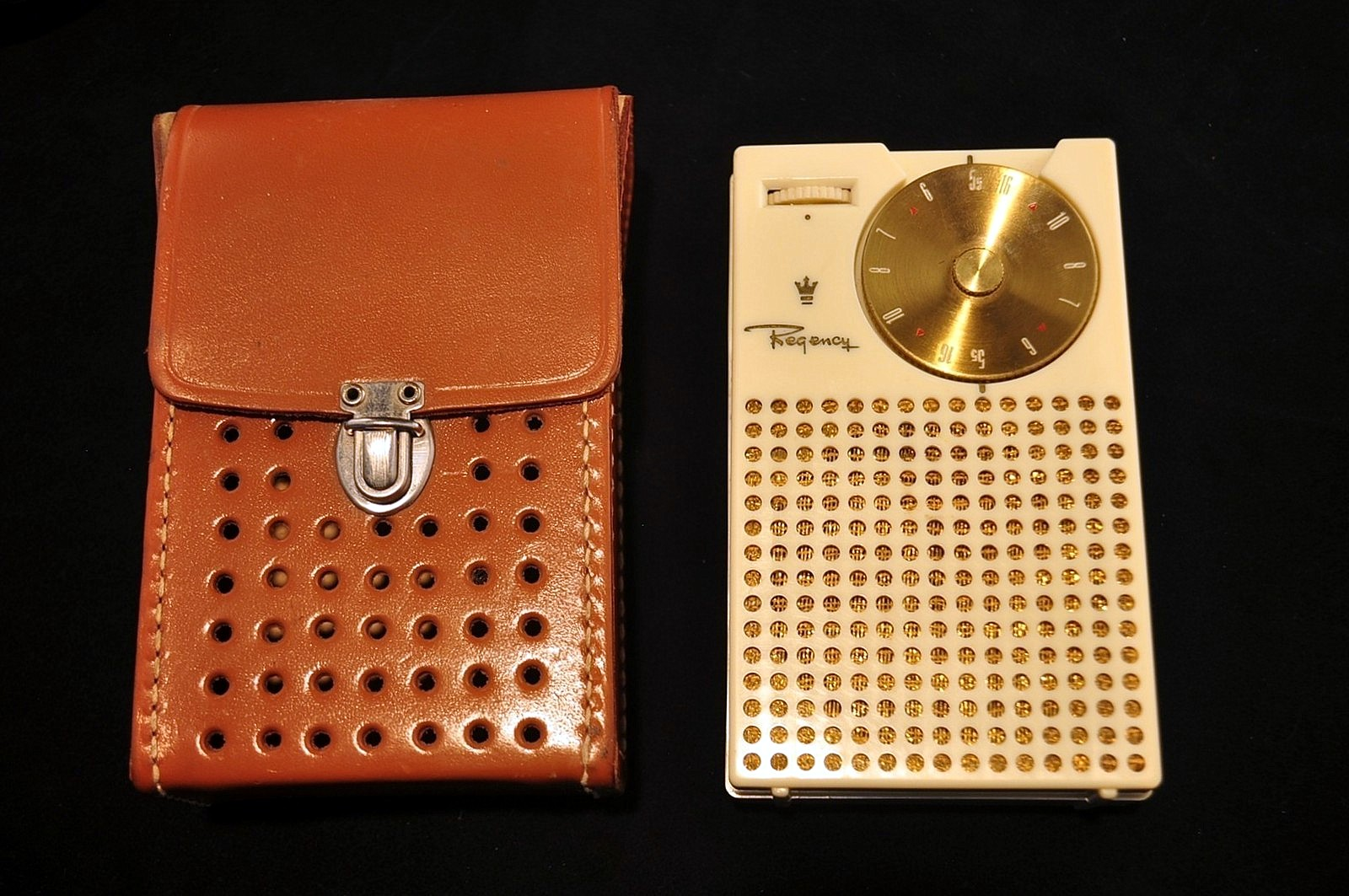
Regency TR-1

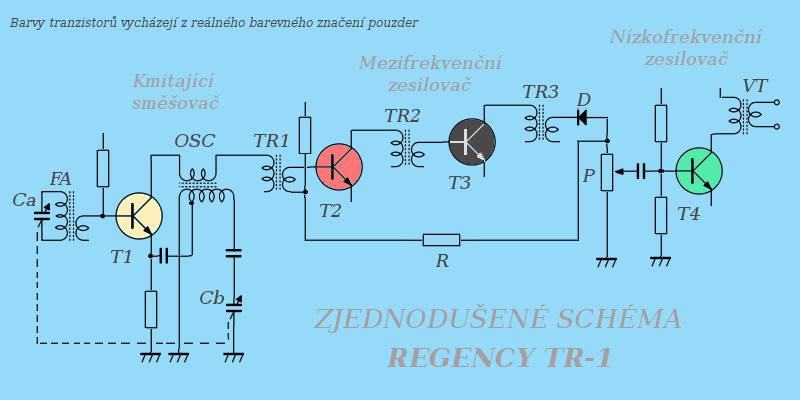
Regency TR-1の回路図

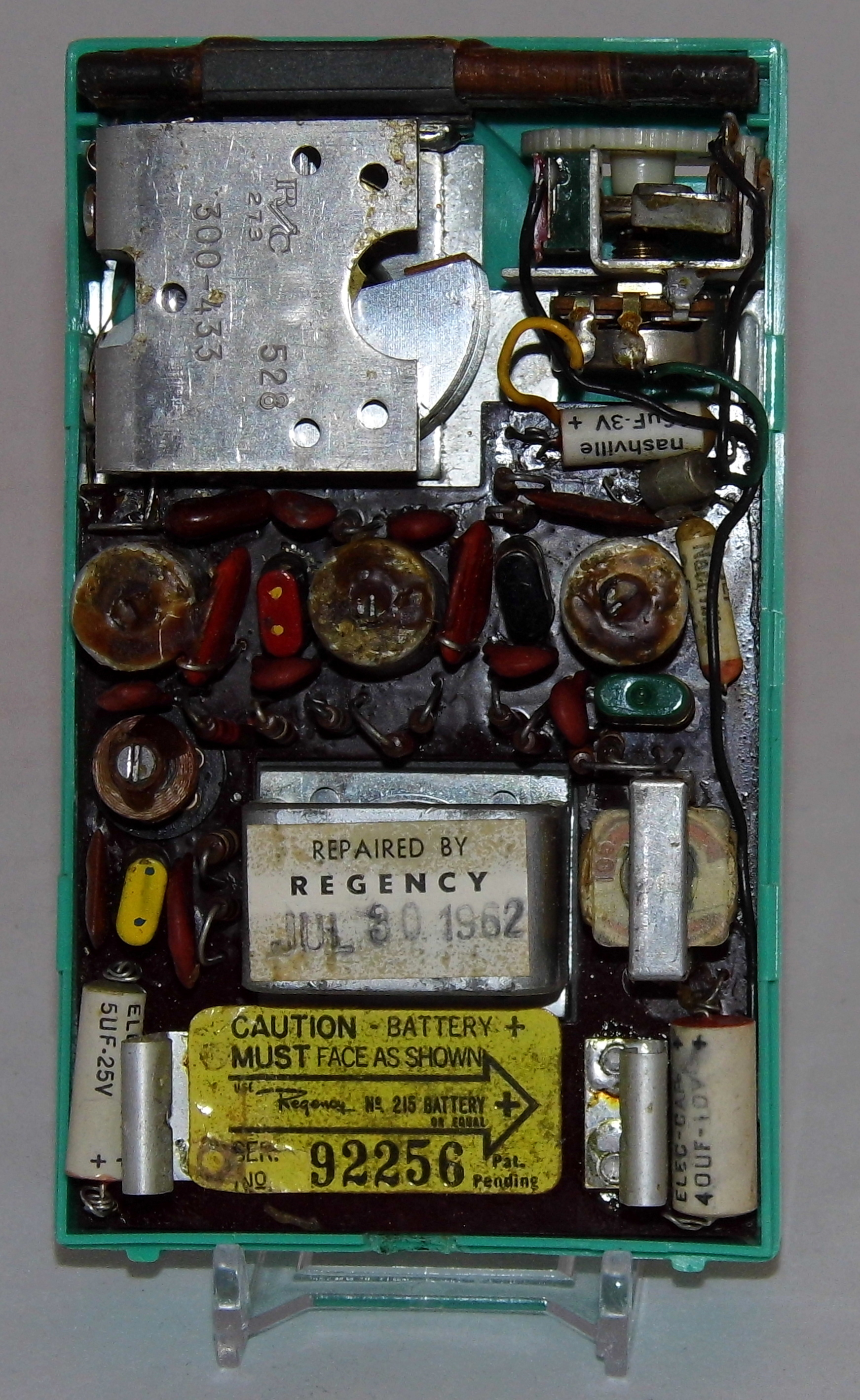
Regency TR-1の内部

Regency TR-1は、1954年11月1日にIndustrial Development Engineering Associates (I.D.E.A.)から発売された世界最初のトランジスタラジオ。

## 概要
テキサスインスツルメンツ(TI)が自社製の成長接合型トランジスタを民生用電子機器へ販売するために見本として製造した試作品のトランジスタラジオを基にIndustrial Development Engineering Associates (I.D.E.A.)が製品として開発して販売した。一般の消費者向けのトランジスタを利用した電子機器で大量に販売された最初の製品でもある。電源は22.5Vの積層電池を使用していた。4石式でスーパーヘテロダイン式だった。大きさは3 x 5 x 1.25インチ・12オンス (積層電池込)だった。価格は$49.95(現在の価値で$400程度)だった。本革製ケース($3.95)と、耳掛けイヤフォン($7.95)がオプションとして用意された。およそ15万台が販売されたとされる。世界初のトランジスタラジオだったが、同時期の真空管式携帯ラジオと比較して電池は長持ちしたものの、音質は満足のできるものではなく、成長接合型トランジスタの歩留まりが低いため、高額で、すぐに販売が中止された。東京通信工業は、1955年9月に初の国産トランジスタラジオ「TR-55」を発売し、その後、独自に歩留まり問題を解決した。